# دهنو کرمعلی
دهنو کرمعلی، روستایی از توابع بخش مرکزی شهرستان دلفان در استان لرستان ایران است.

## جمعیت
این روستا در دهستان خاوه شمالی قرار دارد و براساس سرشماری مرکز آمار ایران در سال ۱۳۸۵، جمعیت آن ۴۸ نفر (۹خانوار) بوده‌است.